# Вишнёвое (Старосинявский район)
Вишнёвое (укр. Вишневе) — село в Старосинявском районе Хмельницкой области Украины.
Население по переписи 2001 года составляло 48 человек. По состоянию на 2022 год постоянных жителей в селе - 2 человека. Почтовый индекс — 31421. Телефонный код — 3850. Занимает площадь 0,265 км². Код КОАТУУ — 6824486502.

## Местный совет
31421, Хмельницкая обл., Старосинявский р-н, с. Алексеевка